# Bogalusa
Bogalusa es una ciudad ubicada en la parroquia de Washington en el estado estadounidense de Luisiana. En el Censo de 2010 tenía una población de 12.232 habitantes y una densidad poblacional de 494,33 personas por km².

## Geografía
Bogalusa se encuentra ubicada en las coordenadas 30°46′36″N 89°51′37″O / 30.77667, -89.86028. Según la Oficina del Censo de los Estados Unidos, Bogalusa tiene una superficie total de 24.74 km², de la cual 24.62 km² corresponden a tierra firme y (0.52%) 0.13 km² es agua.

## Demografía
Según el censo de 2010, había 12232 personas residiendo en Bogalusa. La densidad de población era de 494,33 hab./km². De los 12232 habitantes, Bogalusa estaba compuesto por el 48.52% blancos, el 48.45% eran afroamericanos, el 0.19% eran amerindios, el 0.38% eran asiáticos, el 0% eran isleños del Pacífico, el 0.86% eran de otras razas y el 1.61% pertenecían a dos o más razas. Del total de la población el 2.33% eran hispanos o latinos de cualquier raza.